# Calle del Roble
La calle del Roble es una vía pública de la ciudad española de Segovia.

## Descripción
La vía nace de la calle del Puente de la Muerte y la Vida, cerca de la plaza de Somorrostro, y discurre hasta llegar al paseo de Ezequiel González. Aparece descrita en Las calles de Segovia (1918) de Mariano Sáez y Romero con las siguientes palabras:

Roble.—Desde la calle del Puente de la Muerte y la Vida marcha hacia el Camino Nuevo. Es calle limpia, larga y sin nada notable y se denomina así por un roble corpulento que había en ella, y que primero como nombre vulgar, después le ha tomado oficialmente, Hay en esta calle algunas casas dedicadas a almacenes.
(Sáez y Romero, 1918, p. 146)